# Починки (Юкаменський район)
Почи́нки (рос. Починки, тат. Пүчинкә авыл) — присілок у складі Юкаменського району Удмуртії, Росія.
Населення — 251 особа (2010; 264 в 2002).
Національний склад (2002):
- татари — 79 %

В присілку діють середня школа та садочок.